# Ectoplasma
L'ectoplasma és la regió perifèrica de la cèl·lula, la qual manca de grànuls i és de major densitat que en l'endoplasma. Està en contacte directe amb la membrana plasmàtica. Conté ions de calci, magnesi i potassi. Presenta microtúbuls i microfilaments que formen el citoesquelet. Els microfilaments formen la xarxa terminal. És gelatinós i es troba sota de la membrana plasmàtica.
La paraula ha estat triada en espiritisme i tota mena de llibres i pel·lícules per a parlar-ne com si fos una descripció científica de la substància de la que estan fets els fantasmes i els esperits, malgrat sigui una tria que no tingui sentit.